# NHK
NHK (日本放送協会 (Nhật Bản phóng tống hiệp hội) Nippon Hōsō Kyōkai) là tổ chức phát sóng công cộng quốc gia thuộc sở hữu của chính phủ Nhật Bản.

## Lịch sử
NHK được thành lập đúng dịp đầu năm mới 1926 theo mô hình của đài truyền hình BBC của Anh bởi sự hợp nhất của đài Phát thanh Tokyo (thành lập năm 1924) và các đài của thành phố Nagoya và Ōsaka. Chương trình phát thanh đầu tiên của Nhật được phát sóng năm 1925; chương trình truyền hình đầu tiên ra mắt công chúng năm 1953; và chương trình truyền hình màu bắt đầu năm 1960.

## Băng tần
NHK có 2 băng tần truyền hình đặt mặt đất (NHK General TV và NHK Educational TV), 2 kênh truyền hình vệ tinh: NHK BS1 (nay là NHK BS) và NHK BS Premium; 2 kênh truyền hình UHD (độ phân giải siêu cao): NHK BS4K (nay là NHK BSP4K) và NHK BS8K (phát sóng ngày 1/12/2018), 2 kênh radio (NHK Radio 1, NHK Radio 2, và NHK FM).
NHK cũng cung cấp dịch vụ phát thanh truyền hình quốc tế là NHK World-Japan. NHK World-Japan gồm có các kênh NHK World TV, NHK World Premium, và phát thanh sóng ngắn Radio Japan (RJ). World Radio Japan cũng phát một số chương trình trên Internet.